# Heinrich Burger
Pour les articles homonymes, voir Burger.
Heinrich Burger est un patineur artistique allemand né le 31 mai 1881 à Munich et mort le 27 avril 1942 à Munich. Sa partenaire est Anna Hübler.

## Biographie

### Carrière sportive
Avec Anna Hübler, il est champion olympique aux Jeux olympiques de 1908 et double champion du monde. Il remporte aussi en solo deux médailles d'argent et une médaille de bronze aux Championnats du monde et une médaille d'argent aux Championnats d'Europe.

## Palmarès
En couple artistique avec sa partenaire Anna Hübler
| Compétitions en individuel                        | 1904 | 1905 | 1906 | 1907 | 1908 | 1909 | 1910 |  |  |  |  |  |  |  |
| Jeux olympiques d'été                             |      |      |      |      |      |      |      |  |  |  |  |  |  |  |
| Championnats du monde                             | 2e   |      | 2e   | 5e   | 3e   |      |      |  |  |  |  |  |  |  |
| Championnats d'Europe                             | F    | 2e   |      |      |      |      |      |  |  |  |  |  |  |  |
| Championnats d'Allemagne                          | 1er  | 2e   | 1er  | 1er  | CA   |      | CA   |  |  |  |  |  |  |  |
|                                                   |      |      |      |      |      |      |      |  |  |  |  |  |  |  |
| Compétitions en couple                            | 1904 | 1905 | 1906 | 1907 | 1908 | 1909 | 1910 |  |  |  |  |  |  |  |
| Jeux olympiques d'été                             |      |      |      |      | 1er  |      |      |  |  |  |  |  |  |  |
| Championnats du monde                             |      |      |      |      | 1er  |      | 1er  |  |  |  |  |  |  |  |
| Championnats d'Allemagne                          |      |      |      | 1er  | CA   | 1er  | CA   |  |  |  |  |  |  |  |
| Légende : F = Forfait ; CA = Championnats annulés |      |      |      |      |      |      |      |  |  |  |  |  |  |  |